# Grégoire IX Mousabegian
Grégoire ou Grigor IX  Mousabegian ou Musabēkeanc (en arménien Գրիգոր Ժ Ջալալբեկյանց) est le Catholicos de l'Église apostolique arménienne de 1439 à 1441, puis Catholicos dissident en Cilicie de 1441 à sa mort en 1446.

## Biographie
Le Catholicos Grégoire IX Mousabegian réside à Sis en Cilicie. Pendant son ministère, des émissaires arméniens, comme les représentants des Églises orthodoxes grecque et russe, des Églises jacobite et copte, participent aux conciles d’Union de Ferrare-Florence présidés par le Pape Eugène IV. Le 22 novembre 1439, le décret Exsultate Deo réunit les Arméniens dépendant du Catholicos de Sis à  l’Église catholique.
Depuis la disparition du royaume de Petite-Arménie, la Cilicie sous l’autorité lointaine des sultans mamelouks du Caire sombre dans l’anarchie. Le clergé arménien, particulièrement celui de la Grande-Arménie qui bénéficie d’une sécurité relative depuis l’intégration de l’Arménie dans l’empire de Jihan Shah des Turcomans Qara Qoyunlu, constate qu’il n’y a aucun avantage ni utilité de maintenir la résidence patriarcale éloignée de son siège historique. Une assemblée générale de sept cents membres du clergé, évêques, archimandrites, docteurs, archiprêtres, princes et notables, réunis à Etchmiadzin en mai 1441 prend dès lors la décision de ramener le siège du Catholicossat dans cette ville.
Grégoire IX Mousabegian, qui occupe le siège patriarcal à Sis, aurait été invité à accomplir ce transfert. Les sources divergent sur sa réaction : selon certains, il refuse, tandis que selon d’autres, il y consent et abdique. 
Pour couper court à la compétition de plusieurs évêques puissants et ambitieux comme  Zakaria, patriarche d'Aghthamar, Zakaria de Havoutztar, chef du clergé de Siounie, et Grigor Djélalbeguian, archevêque d'Ardaze, le synode décide d’élire comme Catholicos à Etchmiadzin Kirakos de Virap, ecclésiastique plus réputé pour sa piété et la sainteté de ses mœurs que pour son influence.
À Sis, Grégoire IX Mousabegian refuse de s’incliner, et il se maintient comme patriarche jusqu’à sa mort en 1446. L’élection de son successeur Garabed de Tokat est à l’origine des Catholicos arméniens de Cilicie qui ont perduré jusqu’en 1930 avant que le siège ne soit transféré au Liban, à Antélias.